# 66 Dywizja Strzelecka (ZSRR)
66 Dywizja Strzelecka (ros. 65-я стрелковая дивизия) – związek taktyczny piechoty Armii Czerwonej.
W czerwcu 1941 roku wchodziła w skład wojsk Frontu Dalekowschodniego.

## Struktura organizacyjna
W jej skład wchodziły: 
- 33 Pułk Strzelecki
- 108 Pułk Strzelecki
- 341 Pułk Strzelecki
- 161 pułk artylerii
- 263 pułk artylerii,
- batalion przeciwpancerny,
- batalion artylerii przeciwlotniczej,
- batalion zwiadu,
- batalion saperów
- inne służby.

9 stycznia 1940 roku została pokonana przez wojska fińskie w czasie wojny zimowej.